# 秧歌舞事件
秧歌舞事件是香港1950年代初發生的一件左右兩派人士的衝突事件。

## 背景
1948年國共內戰，戰事由黃河流域蔓延至長江流域，中華民國政府在1949年1月宣佈遷都廣州，很多戰敗及受傷的中華民國國軍及眷屬隨政府南移到廣東一帶。1949年年底國民政府失守，國軍撤出大陸、退守台灣，部分國軍官兵因未能趕及登上撤退到台灣的船艦以及躲避赤化的大陸人士、原國民政府官员和商人湧入香港成為難民。當時香港大街小巷出現了許多從大陸逃港的人群，香港人口陡增—從戰後1945年的60多萬激增至1950年的210萬。港九多處都是木屋區，面對大批難民，居所供不應求。許多躋身於鬧市的隱蔽角落，或藏身於斜坡上的木屋，例如港島的摩星嶺、炮台山、筲箕灣等地；或在九龍的深水埗、佐敦谷和獅子山腳下搭建寮屋棲身。
1950年春天，隨着一批人落戶摩星嶺。這一片荒涼的山頭上竟然出現了一些不成規格，大小不一的營帳，都是大大小小的油紙草棚。港九地區不少善長仁翁憐恤這些貧無立錐之地的窮苦難民，於是在西環銀禧軍營附近送來一批帆布帳篷，使一部分人暫時得以棲身；另一些人則只能置身在域多利兵房或者空置的堡壘內。由於這裡聚集了大量難民的緣故，香港歷史上第一個難民營（摩星嶺公民村）也就出現在摩星嶺上。

## 事件經過
1950年6月18日（農曆五月初五），正是中國傳統的端午佳節，這天在香港屬於公眾假期。當天上午，左派「軍政醫職工旅行團」合共260多人浩浩蕩蕩地來到摩星嶺山腳。他們組成一支浩大的秧歌舞腰鼓隊，揮舞着中華人民共和國國旗。甫進入摩星嶺就敲鑼打鼓起來，一邊大跳流行一時代表中國共產黨勝利的「秧歌舞」，一邊高喊：「回鄉去為人民服務！大陸解放，你們逃來香港，將來香港解放，再逃往何處？」摩星嶺上的難民受到刺激，出拳相向。雖經再三勸止不果，由此發生肢體衝突，大打出手，最終演變成大規模的流血事件。從該日上午至中午，一連發生了三次大混戰，結果造成約20多人受傷，其中6人重傷。

## 事后
结果一星期后，在1950年6月25及26日社会局（社会福利署前身）联同警方以两天时间匆匆地以数艘油麻地小轮（民字号）分三批把6,000多名国民政府的难民迁往魔鬼山边的一处偏僻荒地栖身，以防兩派人士冲突再现。此地原叫照镜环，后叫吊颈岭（即現今的调景岭）。

## 相關
- 調景嶺

## 引文出處
1. ↑  吳昊. . 次文化堂有限公司. 2009: 65. ISBN 978-9629922238.
2. ↑  《星島日報》1950/6/19
3. ↑  . AM730. 2015-01-15. （原始内容存档于2018-07-31）.
4. ↑  . 熱血時報. 2014-06-14. （原始内容存档于2018-07-31）.
5. ↑  . 港識多史. 2018-10-09. （原始内容存档于2018-10-13）.
6. ↑  .   [2018-02-21]. （原始内容存档于2016-03-04）.
7. ↑  龙应台. . 天下杂志出版. 2009-08-31. ISBN 978-9862410493.